# Judo ai Giochi della XXV Olimpiade

## Medagliere
| Posizione | Paese             | Oro | Argento | Bronzo | Totale |
| --------- | ----------------- | --- | ------- | ------ | ------ |
| 1         | Giappone          | 2   | 4       | 4      | 10     |
| 2         | Francia           | 2   | 1       | 4      | 7      |
| 3         | Squadra Unificata | 2   | 0       | 2      | 4      |
| 4         | Spagna            | 2   | 0       | 0      | 2      |
| 5         | Ungheria          | 1   | 2       | 1      | 4      |
| 6         | Cuba              | 1   | 1       | 3      | 5      |
| 7         | Corea del Sud     | 1   | 1       | 2      | 4      |
| 8         | Cina              | 1   | 0       | 2      | 3      |
| 9         | Brasile           | 1   | 0       | 0      | 1      |
| 9         | Polonia           | 1   | 0       | 0      | 1      |
| 11        | Regno Unito       | 0   | 2       | 2      | 4      |
| 12        | Israele           | 0   | 1       | 1      | 2      |
| 13        | Italia            | 0   | 1       | 0      | 1      |
| 13        | Stati Uniti       | 0   | 1       | 0      | 1      |
| 15        | Germania          | 0   | 0       | 2      | 2      |
| 15        | Paesi Bassi       | 0   | 0       | 2      | 2      |
| 17        | Turchia           | 0   | 0       | 1      | 1      |
| 17        | Belgio            | 0   | 0       | 1      | 1      |
| 17        | Canada            | 0   | 0       | 1      | 1      |
| Totale    | Totale            | 14  | 14      | 28     | 56     |

## Gare maschili

### 60 kg
| Posizione | Atleta            | Paese             |
| --------- | ----------------- | ----------------- |
|           | Nazim Guseynov    | Squadra Unificata |
|           | Yoon Hyun         | Corea del Sud     |
|           | Tadanori Koshino  | Giappone          |
|           | Richard Trautmann | Germania          |

### 65 kg
| Posizione | Atleta           | Paese    |
| --------- | ---------------- | -------- |
|           | Rogerio Sampaio  | Brasile  |
|           | Jozsef Csak      | Ungheria |
|           | Israel Hernández | Cuba     |
|           | Udo Quellmalz    | Germania |

### 71 kg
| Posizione | Atleta          | Paese         |
| --------- | --------------- | ------------- |
|           | Toshihiko Koga  | Giappone      |
|           | Bertalan Hajtos | Ungheria      |
|           | Chung Hoon      | Corea del Sud |
|           | Oren Smadja     | Israele       |

### 78 kg
| Posizione | Atleta            | Paese         |
| --------- | ----------------- | ------------- |
|           | Hidehiko Yoshida  | Giappone      |
|           | Jason Morris      | Stati Uniti   |
|           | Bertrand Damaisin | Francia       |
|           | Kim Byung-Joo     | Corea del Sud |

### 86 kg
| Posizione | Atleta          | Paese    |
| --------- | --------------- | -------- |
|           | Waldemag Legien | Polonia  |
|           | Pascal Tayot    | Francia  |
|           | Nicolas Gill    | Canada   |
|           | Hirotaka Okada  | Giappone |

### 95 kg
| Posizione | Atleta           | Paese             |
| --------- | ---------------- | ----------------- |
|           | Antal Kovács     | Ungheria          |
|           | Raymond Stevens  | Regno Unito       |
|           | Theo Meijer      | Paesi Bassi       |
|           | Dmitriy Sergeyev | Squadra Unificata |

### Oltre 95 kg
| Posizione | Atleta              | Paese             |
| --------- | ------------------- | ----------------- |
|           | David Khakaleshvili | Squadra Unificata |
|           | Naoya Ogawa         | Giappone          |
|           | Imre Csosz          | Ungheria          |
|           | David Douillet      | Francia           |

## Gare femminili

### 48 kg
| Posizione | Atleta         | Paese    |
| --------- | -------------- | -------- |
|           | Cécile Nowak   | Francia  |
|           | Ryōko Tamura   | Giappone |
|           | Amarilis Savón | Cuba     |
|           | Hülya Şenyurt  | Turchia  |

### 52 kg
| Posizione | Atleta           | Paese       |
| --------- | ---------------- | ----------- |
|           | Almudena Muñoz   | Spagna      |
|           | Norika Mizoguchi | Giappone    |
|           | Li Zhongyun      | Cina        |
|           | Sharon Rendle    | Regno Unito |

### 56 kg
| Posizione | Atleta             | Paese       |
| --------- | ------------------ | ----------- |
|           | Miriam Blasco      | Spagna      |
|           | Nicola Fairbrother | Regno Unito |
|           | Driulis González   | Cuba        |
|           | Chiyori Tateno     | Giappone    |

### 61 kg
| Posizione | Atleta                  | Paese             |
| --------- | ----------------------- | ----------------- |
|           | Cathérine Fleury-Vachon | Francia           |
|           | Yael Arad               | Israele           |
|           | Yelena Petrova          | Squadra Unificata |
|           | Zhang Di                | Cina              |

### 66 kg
| Posizione | Atleta               | Paese       |
| --------- | -------------------- | ----------- |
|           | Odalis Revé          | Cuba        |
|           | Emanuela Pierantozzi | Italia      |
|           | Kate Howey           | Regno Unito |
|           | Heidi Rakels         | Belgio      |

### 72 kg
| Posizione | Atleta           | Paese         |
| --------- | ---------------- | ------------- |
|           | Kim Mi-Jung      | Corea del Sud |
|           | Yoko Tanabe      | Giappone      |
|           | Irene de Kok     | Paesi Bassi   |
|           | Laetitia Meignan | Francia       |

### Oltre 72 kg
| Posizione | Atleta           | Paese    |
| --------- | ---------------- | -------- |
|           | Zhuang Xiaoyan   | Cina     |
|           | Estela Rodríguez | Cuba     |
|           | Natalia Lupino   | Francia  |
|           | Yoko Sakaue      | Giappone |